# جوك فيرغسون
جوك فيرغسون (بالإنجليزية: Jock Ferguson)‏ (17 سبتمبر 1887 بدندي في المملكة المتحدة - 19 سبتمبر 1973 في الولايات المتحدة) هو لاعب كرة قدم أمريكي في مركز الدفاع. شارك مع منتخب الولايات المتحدة لكرة القدم. أما مع النوادي، فقد لعب مع سانت جونستون ونادي دندي وبثلهام ستييل ونادي ليدز ‏ وPhiladelphia Field Club ‏ ونادي اربوراث وPawtucket Rangers ‏.